# 山口文一
山口文一（やまぐち ふみかず）は、株式会社エピネスの創業者、経営コンサルタント、元･北京大学講師、元埼玉大学非常勤講師である。1954年生まれ、埼玉県浦和市（現さいたま市）出身。

## 経歴
- 慶應義塾大学大学院経営管理研究科修士課修了。
- 北京大学、大連外国語大学、ケンブリッジ大学に留学する。
- M&A専門会社レコフに入社。
- 埼玉交通の副社長に就任。
- 埼玉大学大学院非常勤講師。
- 中国、北京大学講師。
- 船井財産コンサルタンツM&A事業部の役員を歴任。
- 株式会社エピネス社長歴任。
- 現在、株式会社ICパートナーズ社長、経営コンサルタント。

## 研究分野
- ミクロ経済学
- 経営学
- M&A(企業買収、企業吸収合併論)

## エピソード
- 40代で北京大学に留学し、また、講師として、主にミクロ経済学、経営学について英語で講義した。
- 埼玉県の大手タクシー会社である埼玉交通副社長時代に、世界で初めて全車にカーナビゲーション（三菱製）を導入、プロサッカーのJリーグチームである浦和レッドダイヤモンズの公式スポンサー、D-51バスを開発･導入をした。
- 現在は、株式会社エピネス社長、経営アドバイザー。

## 著書
- 『韓国は日本を越えられるか』【邦訳(英→日)】（TBSブリタニカ）※現･阪急コミュニケーションズ
- 『練り製品の需要予測』（水産食品出版）

## 主要論文
- 『シュン･ペーター研究』(慶應義塾大学大学院経営管理研究科修士課程時)
- 『需要予測の統計的分析』(慶應義塾大学大学院経営管理研究科修士課程時)
- 『満州における債権債務の分析』(北京大学留学時)